# Hindustan Petroleum

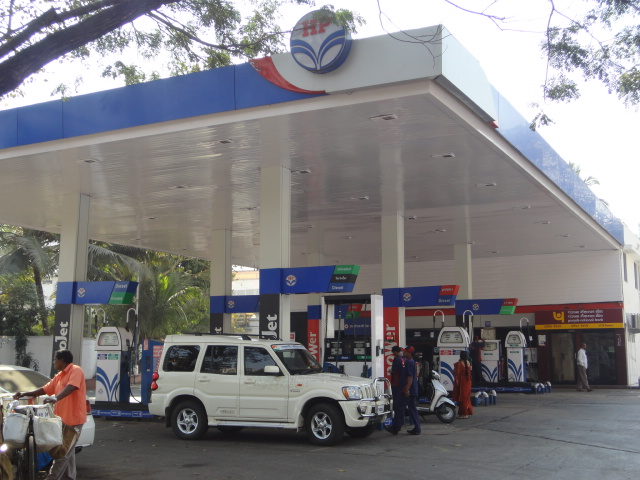
АЗС Hindustan Petroleum в Мумбаи

Hindustan Petroleum Corporation Limited (HPCL, हिन्दुस्तान पेट्रोलियम निगम लिमिटेड) — индийская нефтегазовая компания, входит в число пяти крупнейших нефтегазовых компаний страны. Hindustan Petroleum занимается переработкой нефти и природного газа, управляет широкой сетью трубопроводов, топливных терминалов, заправочных комплексов в аэропортах, автозаправочных станций и станций дистрибуции сжиженного газа. Компания поставляет оптовые партии газа, топлива и других нефтепродуктов химическим компаниям, электростанциям, судоходным и авиакомпаниям, часть продукции экспортирует за рубеж.
Контрольный пакет акций компании принадлежит Oil and Natural Gas Corporation, контролируемой правительством Индии (компания имеет статус «навратна»). Штаб-квартира Hindustan Petroleum расположена в Мумбаи.

## История
Основной предшественник компании был создан в 1952 году под названием Standard Vacuum Refining Company. Эта компания была индийским филиалом Standard Vacuum Oil Company, а та, в свою очередь, была созданным в 1931 году азиатским совместным предприятием двух американских нефтяных компаний, Standard Oil of New Jersey и Socony-Vacuum Oil (ранее входивших в трест Standard Oil, а в 1999 году слившихся в ExxonMobil). Деятельность Standard Vacuum в Индии сводилась к ввозу и торговле нефтепродуктами, однако в 1951 году крупный НПЗ в Абадане (Иран) был национализирован, что создало их нехватку. В 1952 году Standard Vacuum начала строительство НПЗ в Бомбее, американская Caltex и британская Burmah Shell в это же время начали строительство ещё двух НПЗ. Вскоре Standard Vacuum сменила название на Esso
Компания Hindustan Petroleum была создана в 1974 году в результате слияния национализированных властями иностранных компаний Esso Eastern (включая бомбейский нефтеперерабатывающий завод Esso Standard Refining Company of India) и Lube India (завод моторных масел в Бомбее). В 1976 году правительство Индии национализировало американскую компанию Caltex Oil Refining (India), которой принадлежал нефтеперерабатывающий завод в Вишакхапатнаме, и в 1978 году влило её в состав Hindustan Petroleum. В 1979 году к Hindustan Petroleum была присоединена Kosan Gas Company.
В 2003 году Верховный суд Индии запретил правительству приватизировать Hindustan Petroleum и Bharat Petroleum без согласия парламента. Мощности Hindustan Petroleum по очистке нефти выросли с 5,5 млн тонн в 1985 году до 15,8 млн тонн в 2013 году (за счёт увеличения производительности двух имевшихся НПЗ). В сентябре 2013 года было принято решение о строительстве нового НПЗ в округе Бармер (штат Раджастхан).
В 2018 году контрольный пакет акций был куплен другой индийской нефтегазовой корпорацией Oil and Natural Gas Corporation.

## Деятельность
В 2020/21 финансовом году на 2 НПЗ корпорации было переработано 16,42 млн тонн нефти (330 тыс. баррелей в день). Продажи нефтепродуктов и сжиженного газа составили 36,58 млн тонн, из них 15,89 млн тонн — дизельное топливо, 15,18 млн тонн — сжиженный газ и другие лёгкие углеводороды. Сеть HPCL насчитывает 18,5 тыс. автозаправочных станций.

## Структура
В состав совместных, дочерних и аффилированных структур Hindustan Petroleum входят:
- HP Gas
- HP Lubes
- HP Aviation
- HP Retail
- Prize Petroleum
- HPCL Biofuels
- CREDA-HPCL Biofuel
- HPCL Rajasthan Refinery
- HPCL-Mittal Energy
- HPCL Shapoorji Energy
- Hindustan Colas
- South Asia LPG
- Bhagyanagar Gas
- Aavantika Gas
- Petronet MHB
- Mangalore Refineries and Petrochemicals
- GSPL India Gasnet
- GSPL India Transco
- Rajiv Gandhi Institute of Petroleum Technology
- Sushrut Hospital and Research Centre

### Производственные и логистические мощности

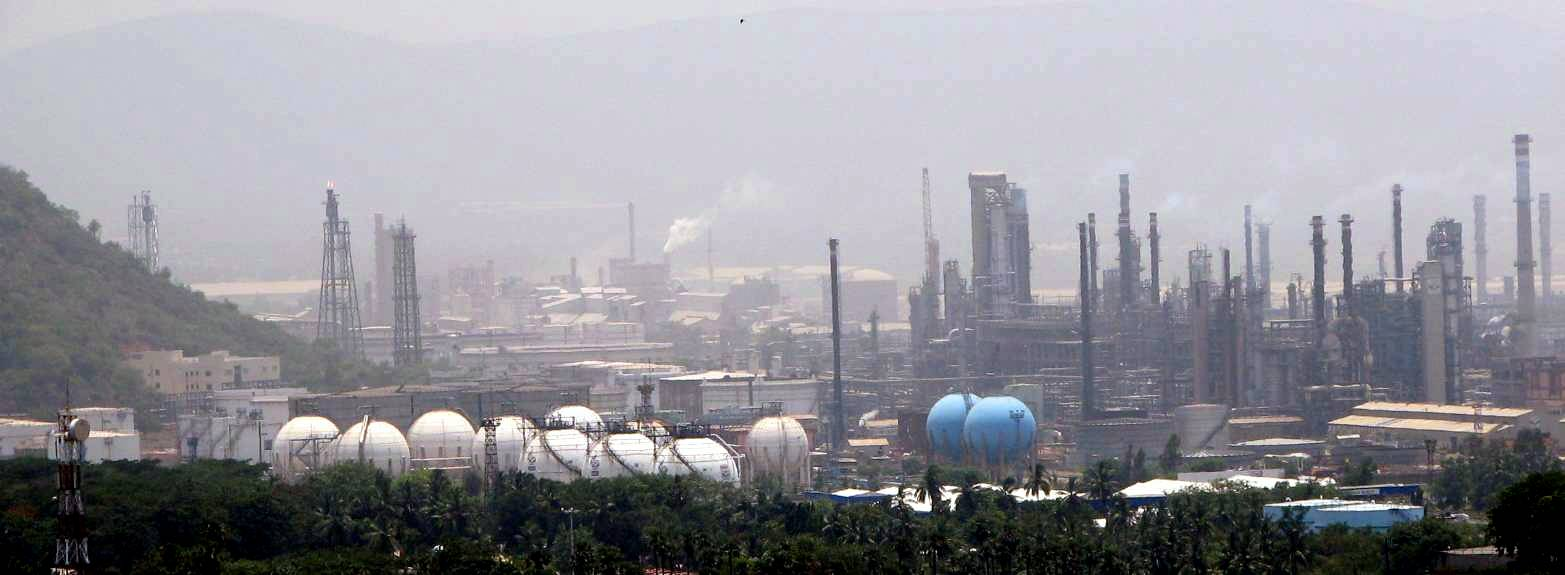
Нефтехимический комплекс в Вишакхапатнаме

Hindustan Petroleum владеет двумя нефтеперерабатывающими заводами в Мумбаи и Вишакхапатнаме, имеет доли в нефтеперерабатывающих и нефтехимических заводах в Бхатинде (совместное предприятие с Mittal Energy), Бармере (совместное предприятие с правительством Раджастхана) и Мангалуре (совместное предприятие с Oil and Natural Gas Corporation). Также компания владеет крупнейшими в Индии заводами машинных масел в Мумбаи и Силвассе.
Hindustan Petroleum владеет крупнейшими терминалами сжиженного природного газа в портах Мангалура, Вишакхапатнама (совместное предприятие с французской Total) и Сомнатха (совместное предприятие с Shapoorji Pallonji Group), а также сетью трубопроводов (более 2,5 тыс. км). В последние годы Hindustan Petroleum активно инвестирует в солнечные и ветряные электростанции в штатах Махараштра и Раджастхан. Дата-центр Hindustan Petroleum расположен в Хайдарабаде. Дочерняя компания Prize Petroleum занимается разведкой и добычей нефти на шельфе в Гуджарате и южной Австралии.
Крупнейшие трубопроводы, которыми управляет Hindustan Petroleum:
- Мундра (Гуджарат) — Дели (1 054 км)
- Вишакхапатнам — Виджаявада — Секундерабад (572 км)
- Мумбаи — Пуна — Солапур (508 км)
- Ревари — Канпур (440 км)
- Мангалур — Хассан — Майсур — Солур (410 км)